# Niels Nielsen Kjær
Niels Nielsen Kjær (2. april 1903 – 29. juni 1944) var en dansk modstandsmand, der var en del af Hvidstengruppen under ledelse af Marius Fiil. Niels Nielsen Kjær var radioforhandler, og han meldte sig til gruppen, der blev en af de mest betydningsfulde modtagere af våben og sprængstoffer, der blev nedkastet fra engelske fly.
Sammen med resten af gruppen blev Niels Nielsen Kjær arresteret af Gestapo den 11. marts 1944 og ført til Dagmarhus og Vestre Fængsel i København. Nyheden om anholdelsen blev bragt i De frie Danske en uge senere.
Sammen med Marius Fiil og seks andre fra gruppen blev han henrettet ved skydning 29. juni 1944.